# Diospilus belokobylskiji
Diospilus belokobylskiji är en stekelart som beskrevs av Ahmet Beyarslan 2008. Diospilus belokobylskiji ingår i släktet Diospilus och familjen bracksteklar. Inga underarter finns listade i Catalogue of Life.